# Osbornodon
Osbornodon (буквально «зуб Осборна») — вымерший род псовых из вымершего семейства Hesperocyoninae, населявший Северную Америку в олигоцене и раннем миоцене, 33,9-15,97 млн лет назад, просуществовавший примерно 18 миллионов лет. Это был последний выживший род подсемейства Hesperocyoninae, самого древнего подсемейства псовых.
Древнейшие виды рода были размером с некрупную лисицу. Строение зубов этих животных свидетельствует, что они были всеядными или их рацион состоял из мяса менее чем на 30 %. Более поздние виды были крупнее и более хищными. Последний вид, Osbornodon fricki, был размером с крупного волка.